# كأس آيسلندا 2017
كأس آيسلندا 2017 هو الموسم 58 من كأس آيسلندا. أقيم خلال الفترة 17 أبريل 2017 وحتى 12 أغسطس 2017، وأشرف على تنظيمه اتحاد آيسلندا لكرة القدم، وكان عدد الأندية المشاركة فيه 78، وفاز فيه Íþróttabandalag Vestmannaeyja ‏.